# 실라 리드

실라 리드(영어: Sheila Reid, 1937년 12월 21일 ~ )는 영국 스코틀랜드의 배우이다. 글래스고 출신으로, 1965년판 영화 《오셀로》에서 비앙카 역으로 출연했다.

## 영화
- 제4구역: 컨테인먼트 (2015년)
- 수어사이드 키즈 (2011년)
- 허쉬 (2009년)
- 크리스마스 캐롤 (2004년)
- 닥터스 (2000년)
- 윈터 게스트 (1997년)
- 브룸 (1988년)
- 캐주얼티 (1986년)
- 브라질 (1985년) - 미시즈 버틀 역
- 더 빌 (1984년)
- 멋진 드렛서 (1983년)
- 더 터치 (1971년)
- 세 자매 (1970년)
- ABC 살인사건 (1965년)